# Белое (озеро, Гультяевская волость Пустошкинского района)
Белое — озеро в Гультяевской волости Пустошкинского района Псковской области, в 3 — 4 км к востоку от озера Орлея.
Площадь — 0,9 км² (90,9 га). Максимальная глубина — 6,0 м, средняя глубина — 2,5 м. Площадь водосборного бассейна — 9,5 км². Высота над уровнем моря — 158,5 м.
Сточное. Относится к бассейну реки Язница, притока реки Уща, которая в свою очередь впадает в Дриссу бассейна Западной Двины.
Тип озера плотвично-окуневый с лещом. Массовые виды рыб: щука, плотва, краснопёрка, лещ, густера, линь, карась, вьюн, окунь, ёрш.
Для озера характерно преимущественно низкие, заболоченные берега, лес, болото, луг; илистое дно, участки с пескоми заиленым песком.
Близлежащими населёнными пунктами являются деревни Лешни (в 1,5 км к югу от озера), Торчилово (в 2,5 км к северо-западу) и Якимово (в 3,5 км к западу от озера) в составе Гультяевской волости Пустошкинского района, деревни Ровное (в 3 км к северо-востоку) и Лоповка (в 3 км к востоку) Усть-Долысской волости Невельского района.